# Červenica pri Sabinove
Červenica pri Sabinove és un poble i municipi d'Eslovàquia. Es troba a la regió de Prešov, al nord del país.

## Història
La primera referència escrita de la vila data del 1278.

## Demografia
| Godina             | 1994 | 2004    | 2014   | 2024    |
| ------------------ | ---- | ------- | ------ | ------- |
| Nombre de persones | 711  | 788     | 846    | 969     |
| Diferència         |      | +10,82% | +7,36% | +14,53% |

| Godina             | 2023 | 2024   |
| ------------------ | ---- | ------ |
| Nombre de persones | 965  | 969    |
| Diferència         |      | +0,41% |